# Jean-Jacques Barre
Jean-Jacques Barre (nacido en 1901 y fallecido en 1978) fue un pionero francés de la cohetería cuyo trabajo fue eclipsado por los equipos alemanes que fueron llevados a Francia tras la Segunda Guerra Mundial.
Barre se interesó por la astronomía en su juventud, llegando a publicar un artículo sobre espejos parabólicos en 1923. Más tarde se unió al cuerpo de ingenieros del ejército, sin dejar de seguir con sus estudios de astronomía.
El 8 de junio de 1927 Barre acudió a un simposio donde Robert Esnault-Pelterie expuso su sueño de alcanzar el espacio exterior mediante el uso de cohetes. Barre enseguida se entusiasmó por el tema y realizó unos primeros esquemas sobre una nave interplanetaria tripulada, comenzando a intercambiar correspondencia con Robert Esnault-Pelterie. Entre los dos se llegarían a intercambiar hasta 300 cartas en los siguientes seis años.
En noviembre de 1930 Barre y Esnault-Pelterie convencieron al ministro de guerra para que proporcionase fondos para el desarrollo de un cohete sonda. Abrieron el laboratorio de investigación el 25 de septiembre ed 1931, y tres semanas más tarde Esnault-Pelterie perdió cuatro de sus dedos en una explosión en el laboratorio. El trabajó continuó, pero en otoño del año siguiente el ejército decidió que Barre perdía demasiado tiempo en investigación en lugar de realizar sus tareas militares y fue transferido para atender a otras obligaciones. Más tarde Esnault-Pelterie consiguió convencer al general Weygand de la importancia del trabajo en el laboratorio y Barre pudo reintegrarse al trabajo de investigación.
El trabajo experimental continuó con el fin de establecer las mezclas óptimas de propelentes para los motores cohete. Barre obtuvo fondos para la investigación de piezas de artillería antiaérea con munición mejorada propulsada por cohetes. Se realizaron cinco pruebas entre febrero y abril de 1937.
En julio de 1939 Barre realizó un informe completo sobre el potencial militar de la cohetería. Realizó esbozos de cohetes capaces de alcanzar 1000 km de distancia propulsados por motores alimentados con gasolina y oxígeno líquido. El informe finalmente al Ministerio de la Guerra el 23 de junio de 1941 y fue clasificado inmediatamente como secreto. A Barre se le proporcionaron 300.000 francos para comenzar las investigaciones sobre misiles. Oficialmente se declaró que la investigación era sobre generadores de gas para automoción para evitar que los alemanes (que ocupaban Francia) se enterasen de la finalidad original del trabajo.
En noviembre de 1941 Barre realizó la primera prueba de su cohete EA 1941 en Larzac. El motor funcionó durante 42 segundos antes de explotar. Se proporcionaron más fondos y se realizaron más pruebas en diversos lugares, hasta que hacia finales de 1942 el proyecto fue suspendido por la ocupación alemana de la Francia de Vichy y todo el material del proyecto es escondido en diversas localizaciones.
Tras el abandono del proyecto, Barre se unió a la resistencia francesa, y tras enterarse de que los aliados se habían interesado por el EA 1941 microfilmó los esquemas del cohete y los envió al Reino Unido.
Tras la liberación de París, Barre se pone a trabajar de nuevo en el EA 1941, recuperando todo el material escondido. Decide comenzar a realizar pruebas en Tolón. El primer vuelo de un EA 1946 tiene lugar el 15 de marzo de 1945, desviándose de su curso y cayendo al suelo 5 segundos después del despegue. El día siguiente se intenta lanzar otro EA 1946, pero explota en la rampa de lanzamiento, destruyéndola.
Entre mayo y junio de 1945 Barre acompaña a Henri Moureau a varios viajes a la Alemania ocupada para conseguir varias toneladas de material relacionado con los V2, incluyendo esquemas de los mismos. El gobierno francés, a la vista de lo adelantados que estaban los alemanes en cohetería, deciden poner a un grupo de ingenieros alemanes a trabajar para crear una Súper V-2 francesa y dejar un tanto a un lado los trabajos de Barre.
Sin embargo Barre retoma los lanzamientos de prueba del EA 1941 desde Tolón el 6 de julio de 1945 realizando tres intentos de lanzamiento, ninguno de ellos totalmente exitoso, aunque en el último el cohete alcanzó 1400 m/s y se calcula que cayó en el mar, a 60 km de la rampa de lanzamiento. El 18 de julio volvió a intentar tres lanzamientos, ninguno de los cuales llegó a abandonar la rampa de lanzamiento. De todos modos las pruebas son lo suficientemente alentadoras como para que se le dé un contrato a la empresa SAGEM para producir una versión mejorada del EA 1941, el EA 1946, denominado también Eole. SAGEM llevó a cabo diversas pruebas de ingeniería y análisis del sistema de propelente y los procesos de combustión del EA 1941 para identificar la fuente de los problemas del cohete, que finalmente resulta estar en el modo de combustión y la pérdida de porciones de la pared interna de la cámara de combustión, que bloquean la tobera de escape.
Para entonces Barre se estaba implicando en estudios del ejército sobre armas nucleares y estatorreactores. El gobierno francés abandona el proyecto de la Súper V2, pero continúa apoyando al EA 1946 y a un nuevo proyecto con ingenieros alemanes para construir un cohete denominado Véronique. Tras varias pruebas exitosas se decide continuar con las pruebas en el desierto del Sáhara, en Hammaguir, pero los problemas logísticos y los fallos en las pruebas del cohete condenan definitivamente el proyecto EA 1946. Los alemanes con su proyecto Véronique no experimentan los problemas del EA 1946, al utilizar propelentes no criogénicos. A partir de entonces Barre dejó de participar en el desarrollo de la cohetería de Francia, aunque fue consultor de SEREB y SNECMA durante los años 1960. Recibió varios premios y honores antes de su muerte, en 1978.